# Dalbergia elegans
Dalbergia elegans, também conhecido como mussutaíba, é uma espécie de planta do gênero Dalbergia e da família Fabaceae.

## Taxonomia
A espécie foi descrita em 1997 por André Maurício Vieira de Carvalho.

## Forma de vida
É uma espécie terrícola e arbórea.

## Descrição
| Folha                               | Folha                                   |
| ----------------------------------- | --------------------------------------- |
| número de folíolo                   | 13 - 25 ( - 29 )                        |
| forma dos folíolos                  | oblongo/elíptico                        |
| ápice dos folíolos                  | obtuso/emarginado/arredondado           |
| base dos folíolos                   | arredondada/obtusa                      |
| Inflorescência                      |                                         |
| tipo                                | paniculada                              |
| Flor                                |                                         |
| lacínia vexilar e carenal do cálice | desigual                                |
| corola                              | amarelada                               |
| número de estame                    | 9                                       |
| filete                              | monadelfo/diadelfo/estame vexilar livre |
| deiscência da antera                | desconhecida                            |
| Fruto                               |                                         |
| forma                               | oblongo - elíptico                      |
| venação da superfície               | somente sobre a região da semente       |

## Conservação
A espécie faz parte da Lista Vermelha das espécies ameaçadas do estado do Espírito Santo, no sudeste do Brasil. A lista foi publicada em 13 de junho de 2005 por intermédio do decreto estadual nº 1.499-R.

## Distribuição
A espécie é encontrada nos estados brasileiros de Bahia, Espírito Santo e Minas Gerais.
A espécie é encontrada no domínio fitogeográfico de Mata Atlântica, em regiões com vegetação de floresta estacional semidecidual e floresta ombrófila pluvial.